# ژنویو (فیلم)
ژنویو (انگلیسی: Genevieve) فیلمی در ژانر کمدی به کارگردانی هنری کورنلیوس است که در سال ۱۹۵۳ منتشر شد.

## بازیگران
- داینا شریدن
- کی کندال
- کنت مور
- جفری کین
- لسلی میچل
- رجینالد بکویت
- مایکل بالفور